# Anuario de Estudios Atlánticos
Anuario de Estudios Atlánticos es una revista cultural de periodicidad anual centrada en el estudio, investigación y difusión de la geografía, prehistoria, historia, economía, antropología y bellas artes de los pueblos que habitan las costas del océano Atlántico, con especial énfasis en las islas Canarias. 
Fue fundada en 1955 bajo el lema «Fortunatae insulae Orbis Novi pons» (Canarias, puente al Nuevo Mundo), editada por el patronato de la Casa de Colón y dirigida por Antonio Rumeu de Armas (hasta 2004) y posteriormente por Antonio de Bethencourt Massieu.